# 宮城県道25号岩沼蔵王線
宮城県道25号岩沼蔵王線（みやぎけんどう25ごう いわぬまざおうせん）は、宮城県岩沼市と刈田郡蔵王町とを結ぶ県道（主要地方道）である。

## 概要
岩沼市相の原（国道4号交点）から柴田、村田両町を経由し、東北自動車道村田IC付近を経て、蔵王町向山（国道4号交点）とを結ぶ主要地方道である。
村田町の宮城県道31号交点から宮城県道・山形県道12号交点までの区間は、仙台方面からみやぎ蔵王や遠刈田温泉方面へ向かう観光路線の顔を見せる。また、姥ヶ懐までの区間は東北道からスポーツランドSUGOへのアクセス道路でもある。
2011年（平成23年）3月11日に発生した東北地方太平洋沖地震（東日本大震災）の復興予算を用い、岩沼市志賀字新深田から村田町大字小泉字北姥ケ懐までの延長3.7 kmが「県道岩沼蔵王線改築工事（大師姥ケ懐道路）」として、第3種第2級の2車線（片側1車線）の道路を整備することになった。これは道幅が細かった峠道を改良し、途中に「志賀姥ヶ懐トンネル」（延長1,285 m）を新設する工事であり、2012年度（平成24年度）より順次事業化され、2016年（平成28年）6月4日に着工式を執り行った。なお、宮城県企業局が運営する「仙南・仙塩広域水道用水供給事業」が、東日本大震災で送水停止に陥った県南沿岸部のバックアップのため、「志賀姥ヶ懐トンネル」を通る上水道の連絡管をあわせて整備することになっている。「志賀姥ヶ懐トンネル」は2019年（令和元年）12月21日に開通した。
村田町中心部では道幅が狭いため大型貨物自動車等通行止めとなっており、大型車両は町道-宮城県道14号亘理大河原川崎線の迂回が必要となっている。そのため、都市計画道路「小池石生線」としてバイパス道路が建設中である。

### 路線データ
- 実延長：24.9795 km[10]
- 起点：岩沼市相の原
- 終点：蔵王町向山
- 本線（Google マップ）

### 旧道
- 宮城県岩沼市志賀 - 宮城県柴田郡村田町小泉
  - 岩沼市側・村田町側共に志賀姥ヶ懐トンネル入口より北へ分岐。トンネル開通により市町道へ降格しているが、舗装化された林道へのアクセスもあり、現在も通行可能。

## 歴史
- 1958年（昭和33年）3月31日 - 一般県道34号として「岩沼蔵王線」が県道に認定される。[11]
- 1976年（昭和51年）4月1日 - 県道岩沼蔵王線が、「岩沼蔵王線」として建設省（現・国土交通省）から主要地方道の指定を受ける。[12]
- 1993年（平成5年）
  - 5月11日 - 建設省から、県道岩沼蔵王線が岩沼蔵王線として主要地方道に指定される[13]。
  - 10月19日 - 県道番号が決定[14]され、従前の主要地方道43号[15]から、県道25号に変更される。（12月1日より施行）
- 2019年（令和元年）12月21日 - 志賀姥ヶ懐トンネルが開通[6][7][8]。
- 2023年（令和5年）2月21日 - 志賀姥ヶ懐トンネルの旧道区間のうち柴田町、村田町区間(767.0 m)が県道から降格。[16]

## 路線状況

### 重複区間
- 宮城県道14号亘理大河原川崎線：村田町末広町 - 村田町小池
- 宮城県道12号白石上山線：蔵王町永野農協前 - 蔵王町宮

### 交通量[17]
令和３年度・12時間交通量
- 岩沼市長岡字上根崎 - 6,876台
- 岩沼市長岡字西坪ノ内 - 8,033台
- 村田町村田末広町 - 5,553台
- 蔵王町小村崎字山崎 - 3,553台
- 蔵王町塩沢土ヶ市 - 2,558台

## 地理

### 通過する自治体
- 岩沼市
- 柴田郡
  - 柴田町
  - 村田町
- 刈田郡
  - 蔵王町

### 交差する道路

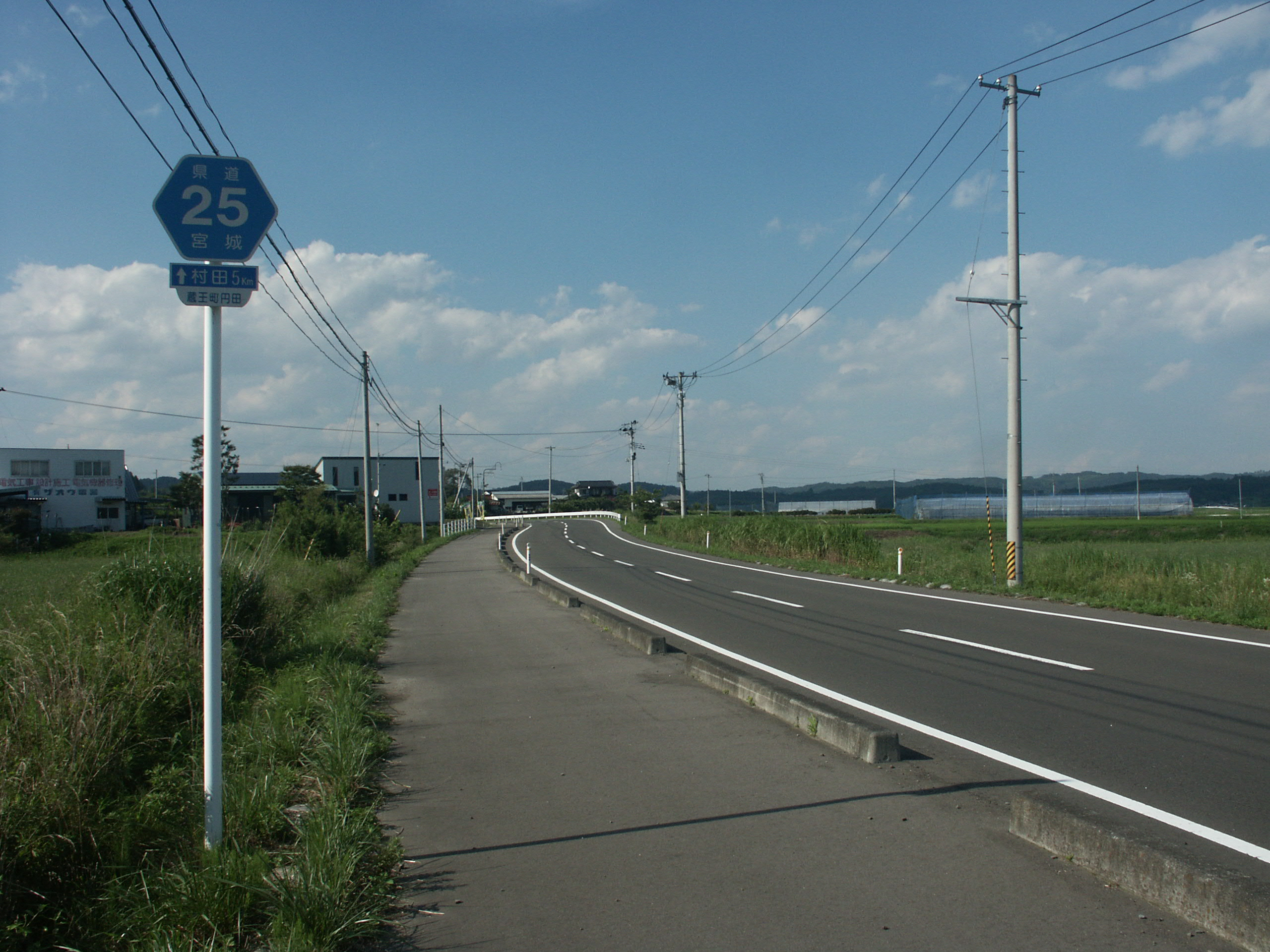
蔵王町円田付近

- 国道4号岩沼バイパス（岩沼市相の原二丁目）（起点）
- 宮城県道124号岩沼停車場線（岩沼市中央二丁目）
- 宮城県道39号仙台岩沼線（岩沼市小川）
- 宮城県道31号仙台村田線（柴田郡村田町大字村田）
- 宮城県道14号亘理大河原川崎線（柴田郡村田町大字村田）
- 宮城県道52号亘理村田蔵王線（刈田郡蔵王町大字塩沢、旧 宮城県道222号寄井蔵王線）
- 宮城県道12号白石上山線（刈田郡蔵王町大字円田 - 刈田郡蔵王町宮で重複）
- 宮城県道115号蔵王大河原線（刈田郡蔵王町大字円田）
- 国道4号（刈田郡蔵王町向山）（終点）

### 沿線の施設
- 岩沼市立岩沼北中学校
- 姥ケ懐民話の里
- ミヤコーバス村田営業所
- 円田郵便局
- 蔵王町立円田小学校
- 蔵王町立永野小学校
- 宮城県白石高等学校蔵王キャンパス
- 東北楽天ゴールデンイーグルス蔵王球場
- 蔵王町立宮中学校
- 宮郵便局